# Budapesti Gyárépítők SE
Budapesti Gyárépítők SE (bardziej znany jako Zuglói AC) – węgierski klub piłkarski z siedzibą w Budapeszcie, działający w latach 1911–1950.

## Historia

### Chronologia nazw
- 1911: Zuglói Athletikai Club
- 1911: Zuglói Sport Club (SC) (fuzja z Zuglói Testvériség Sport Club)
- 1915: Zuglói Turul SC (fuzja z Turul Sport Egyesület)
- 1919: Zuglói Munkás Testedző Egyesület (MTE)
- 1920: Zuglói Atlétikai Club (AC)
- 1923: Zuglói VII. Kerületi AC (fuzja z VII. Kerületi Sport Club)
- 1926: Turul FC (przyłączenie klubu Fővárosi TK)
- 1932: Zuglói AC
- 1949: Budapesti Gyárépítők SE (przejęcie klubu Budapesti Gyárépítő)
- 1950: klub na zasadzie fuzji zostaje przyłączony do Budafoki LC i przestaje istnieć

Klub Zuglói Athletikai Club został założony w 1911. W sezonie 1922/23 zadebiutował w pierwszej lidze węgierskiej, gdzie zajął dziewiąte miejsce. W 1923 roku klub połączył się z VII. Kerületi Sport Club i zmienił nazwę na Zuglói VII. Kerületi AC. W następnym sezonie klub był szósty. W sezonie 1924/25 klub zakończył przedostatnie 11. miejsce i spadł do II ligi. W 1950 klub na zasadzie fuzji został przyłączony do Budafoki LC i przestał istnieć.

## Osiągnięcia
- W lidze (3 sezony): 1922/23-1924/25